# Penthouse (film)
Penthouse is een Amerikaanse misdaadfilm uit 1933 onder regie van W.S. Van Dyke. Destijds werd de film in Nederland uitgebracht onder de titel De moord op het balcon.

## Verhaal
De advocaat Jackson Durant neemt almaar de verdediging op van criminelen, omdat de misdaadwereld hem fascineert. Zo wil hij het maffialid Tony Gazotti bijstaan in een moordzaak. Daardoor krijgt hij een kwalijke reputatie. Zijn vriendin Sue Leonard wijst zelfs zijn huwelijksaanzoek af. Wanneer haar nieuwe vriend Tom Siddal wordt beschuldigd van moord, doet ze niettemin een beroep op Durant. Met de hulp van Gazotti en zijn nieuwe vriendin Gertie Waxted komt hij erachter dat de crimineel Jim Crelliman betrokken is bij het complot tegen Siddal.

## Rolverdeling
| Acteur                 | Personage      |
| ---------------------- | -------------- |
| Warner Baxter          | Jackson Durant |
| Myrna Loy              | Gertie Waxted  |
| Charles Butterworth    | Layton         |
| Mae Clarke             | Mimi Montagne  |
| Phillips Holmes        | Tom Siddall    |
| C. Henry Gordon        | Jim Crelliman  |
| Martha Sleeper         | Sue Leonard    |
| Nat Pendleton          | Tony Gazotti   |
| George E. Stone        | Murtoch        |
| Robert Emmett O'Connor | Stevens        |
| Raymond Hatton         | Lijfwacht      |
| Arthur Belasco         | Lijfwacht      |